# Owal

Wykreślanie owalu z pomocą 4 okręgów (u góry), oraz porównanie niebieskiego owalu i czerwonej elipsy posiadających takie same wymiary osi krótkiej i długiej (na dole)

Geometyczny owal z jedną osią symetrii

Owal (z łac. ovum – jajko) – figura posiadająca dwie osie symetrii, wykreślona przez odpowiednie połączenie czterech wycinków łuków o dwóch promieniach. Wycinki łuków są tak dobrane, że zachodzi płynne przejście z jednego promienia krzywizny w drugi. Punkt poruszający się po obwodzie owalu zawsze znajduje się na jednym z dwóch stałych promieni krzywizny – w przeciwieństwie do elipsy, gdzie promień krzywizny ulega ciągłej zmianie.
W języku potocznym „owal” najczęściej oznacza kształt elipsy.

## Owal w geometrii
Podobnie jak w języku potocznym, w geometrii matematycznej określenie „owal” pojawia się w nazwach wielu rozmaitych figur geometrycznych o mniej lub bardziej „owalnym” kształcie, ale bez ścisłej definicji owalu jako takiego. Można zauważyć, że zwykle tym mianem określane są krzywe zamknięte, wypukłe, różniczkowalne (posiadające w każdym punkcie styczną).
Owale geometryczne można łatwo konstruować przez sklejenie kilku łuków o różnych promieniach, gdy środki dowolnych dwóch sąsiednich łuków oraz punkt ich sklejenia leżą na jednej prostej. Albrecht Dürer stosował tę metodę do kreślenia liter.

## Przykłady
- owal Cassiniego
- owal Kartezjusza
- elipsa

## Geometria rzutowa
Na skończonej płaszczyźnie rzutowej owal jest definiowany jako zbiór {\displaystyle q+1} punktów w PG(2,q), gdzie q jest liczbą pierwszą, i żadne trzy punkty nie są współliniowe. Tak zdefiniowany owal jest płaszczyzną rzutową nad q-elementowym ciałem skończonym.